# Azteca schumannii
Azteca schumannii är en myrart som beskrevs av Carlo Emery 1893. Azteca schumannii ingår i släktet Azteca och familjen myror.

## Underarter
Arten delas in i följande underarter:
- A. s. dubia
- A. s. schumanni
- A. s. taediosa